# Aline (Ramuz)
Pour les articles homonymes, voir Aline.
Aline est un roman de Charles-Ferdinand Ramuz publié en 1905.
Le roman suit Aline, élevée par sa mère dans des conditions modestes qui est séduite par le fils d'un riche paysan du village. Elle vit une véritable histoire d'amour emplie de passion, alors que Julien, lui, ne cherche qu’à satisfaire son instinct. Abandonnée alors qu'elle est enceinte, Aline devient la meurtrière de son propre enfant et cherche une ultime échappatoire à son destin par la mort après l'annonce des fiançailles de Julien.

## Historique
Publié pour la première fois en 1905, Aline est le premier roman de Charles-Ferdinand Ramuz.
Il a été traduit en plusieurs langues dont en wallon par Willy Bal.

## Résumé
Le roman raconte l'histoire d'Aline, une jeune fille modeste vivant dans un village en Suisse qui s'éprend de Julien du même village mais dont la famille est socialement plus élevée. Elle va développer un amour passionné pour le jeune homme qui se révèle très inconséquent et qui la trouve collante même s'il profite de ses faveurs. Quand elle lui annonce qu'elle est enceinte, il a déjà pris ses distances et la repousse violemment. Aline sombre alors dans une dépression alors qu'elle subira l'ostracisme de la société protestante bien pensante du village. Elle finira par mettre fin à ses jours après avoir étouffé son enfant lorsqu'elle apprend que Julien s'est engagé auprès d'une autre. 
En résumé, "Aline" de Charles Ferdinand Ramuz est une histoire poignante d'amour. Il explore les tensions entre la tradition et le changement, la recherche de la liberté et les conventions sociales, à travers le destin d'une jeune femme passionné mais naïve confrontée à la pression de la société et à la noirceur des hommes.

## Éditions en français
- Aline - Histoire, chez Librairie académique Didier, Perrin et Cie et Payot le 28 avril 1905, à Paris.
- Aline - publié aux Éditions Plaisir de Lire à Lausanne en 2007.
- Aline suivi de Adieu à beaucoup de personnages  - publié aux Editions de l'Aire à Vevey en 2018. Préface de Cédric Pignat.